# Satyrinae
Satyrinae (randøjer) er en underfamilie af sommerfugle. Fra Danmark kendes 14 arter.

## Arter og slægter
De 14 arter i Satyrinae, der er registreret i Danmark:
- Slægt Melanargia
  - Galathea (Melanargia galathea)
- Slægt Hipparchia
  - Sandrandøje (Hipparchia semele)
- Slægt Erebia
  - Skov-bjergrandøje (Erebia ligea)
- Slægt Maniola
  - Græsrandøje (Maniola jurtina)
- Slægt Aphantopus
  - Engrandøje (Aphantopus hyperantus)
- Slægt Pyronia
  - Buskrandøje (Pyronia tithonus)
- Slægt Coenonympha
  - Moserandøje (Coenonympha tullia)
  - Okkergul randøje (Coenonympha pamphilus)
  - Perlemorrandøje (Coenonympha arcania)
  - Herorandøje (Coenonympha hero)
- Slægt Pararge
  - Skovrandøje (Pararge aegeria)
- Slægt Lasiommata
  - Vejrandøje (Lasiommata megera)
  - Skov-vejrandøje (Lasiommata maera)
  - Bjerg-vejrandøje (Lasiommata petropolitana)